# Osek (Teplicei járás)
Osek település Csehországban, Teplicei járásban. Osek Rechenberg-Bienenmühle, Český Jiřetín, Hrob, Moldava, Duchcov, Bílina, Háj u Duchcova, Mariánské Radčice és Lom településekkel határos.
Lakosainak száma 4558 fő (2024. január 1.).

## Történelem
A waldsasseni cisztercita központ hatására született meg az oseki egyházi létesítmény létrehozásának gondolata. 1206-ban kezdődött a Szűz Mária templom építkezése. Már 1208-ban felszentelték a főoltárt és a temetőt. A kolostor fokozatosan jelentős vagyonra tett szert, szántóföldekhez és egész falvakhoz jutott  adományok útján. Többek között támogatói közé tartozott I. Přemysl Otokár király, Daniel prágai püspök és III. Ince pápa is.
Osek város fejlődésével együtt gyorsan nőtt a kolostor is, további épületek jöttek létre és a vagyona is gyarapodott. 1240 és 1250 között a közeli dombon felépült Riesenburg vára – építtetője Rýzmburki Boreš a Hrabišiciek családból, ez is növelte Osek jelentőségét.
A XIV. században jelentős gazdasági fejlődést indított el érclelöhelyek felfedezésének következtében az ezüst és ón bányászata. A vár urai és a kolostor megállapodást kötöttek és a bányászatból keletkezett jövedelmet fele-fele arányban osztották meg. Ennek ellenére a nemesi család fokozatosan elszegényedett és a XVI. század felében kihalt, míg az apátság nöleni tudta vagyonát.
A huszita háborúk idejében Rýzmburk vára végig ellenállt, nem sikerült bevenni. Ellenben a kolostort kétszer is kirabolták és felégették. A helyzeten rontott Zsigmond császár is, akinek szüksége volt pénzre és kiárusította a kolostorok vagyonát. Később sikerült a kolostort helyreállítani épületeit felépíteni. 1631-ben hat hétig itt volt a szász hadsereg vezérkara. 1640-ben a svéd zsoldosok rabolták ki nemcsak a kolostort de magát a Régi Osek-et és a környező falvakat is. 1697 az akkori apát textil manufaktúrát létesített az un. Új Osek-ben. 1705-ben már 9 szövőszékkel rendelkezett és folyamatosan bövült. 1787 már 760 ember dolgozott a manufaktúrában.
Az eredeti román és gótikus épületet 1712 és 1718 között Ottavio Broggio olasz építész barokk stílusban átépítette. Mai napig fennmaradtak az alábbi érdekességek: román stílusú kapuzat, gótikus káptalan terem és a benne található UNESCO műemlék, kőből faragott román pulpitus.

## Népesség
A település lakosságának változását az alábbi diagram mutatja:
| Lakosok száma | 2378 | 6100 | 9230 | 4227 | 5663 | 4800 | 4773 | 4757 | 4532 | 4558 |
|               | 1869 | 1900 | 1921 | 1961 | 1980 | 2011 | 2016 | 2019 | 2021 | 2024 |